# Vlag van Formosa

Vlag van Formosa (ratio 6:11)

De vlag van Formosa bestaat uit ene lichtblauw veld, met daarin een witte driehoek, een groene laurierband en negen gele vierpuntige sterren. De vlag werd aangenomen op 15 maart 1991.
De elementen in de vlag symboliseren allemaal de geografische en politieke positie van Formosa. De kleuren blauw en wit zijn dezelfde kleuren als in de vlag van Argentinië en symboliseren de status van Formosa als deel van Argentinië. Blauw staat voor de oceanen die het zuiden van Zuid-Amerika omringen en de witte driehoek staat voor de vorm van dit zuidelijk deel van het continent. De negen gele sterren staan voor de negen departementen van de provincie; de positie van deze sterren in het midden van de driehoek verwijst naar de locatie van Formosa in Zuid-Amerika. De laurierband symboliseert de Steenbokskeerkring die door de provincie loopt.